# Mitsubishi Ki-51
El Mitsubishi Ki-51 (九九式襲擊機 - designación del Ejército Imperial Japonés: Avión de asalto Tipo 99) fue un avión militar multioperacional (bombardero ligero, bombardero en picado y avión de reconocimiento) desarrollado por Mitsubishi Motors a mediados de 1939 para apoyar al Ejército Imperial Japonés en operaciones terrestres durante la segunda guerra sino-japonesa.
De acuerdo con el sistema aliado de nombres en código, en el que los bombarderos llevan nombre de mujer, el Ki-51 fue apodado «Sonia».

## Diseño y desarrollo
En 1937 el Ejército Imperial Japonés emitió un requerimiento solicitando diseños de un avión de ataque al suelo, la compañía Mitsubishi produjo dos prototipos del Mitsubishi Ki-51 propulsados por el motor radial Mitsubishi Ha-26-II que volaron en el verano de 1939. Y aunque eran de menores dimensiones, tenían la misma configuración general que el Mitsubishi Ki-30, exceptuando que al no requerirse bodega de bombas, el ala pasó de implantación media a baja y de que la cabina había sido diseñada para una tripulación de dos hombres. Los prototipos fueron seguidos por once aparatos de evaluación, en los que se introdujo blindaje de protección para el motor y los tripulantes y algunas mejoras aerodinámicas para mejorar las características en vuelo lento. Con estas mejoras se autorizó su fabricación como Avión de Asalto del Ejército Tipo 99.
Diseñado para realizar operaciones de bombardeo rasante y en picado, tenía capacidad biplaza con un artillero de cola el cual se sentaba en un asiento especial tipo cajón. Poseía ventanillas para la mira de bombardeo en el piso y laterales. El Ki-51 fue el cuasi-equivalente japonés al Junkers Ju-87 Stuka alemán, pero con bastante menor rendimiento.
El Ki-51 operó fundamentalmente en territorio chino y birmano, en apoyo a operaciones terrestres. Operó como avión de bombardeo rasante, de bombardeo en picado y como avión de reconocimiento.
Una de las características del Ki-51 era su lentitud para volar a baja altitud, lo que era un factor positivo ya que podía acceder a aeropuertos de difícil acceso para otras aeronaves. La misma característica se transformaba en una desventaja, ya que no podía enfrentarse a los cazas Aliados en igualdad de condiciones siendo fácilmente derribado. No obstante, bajo ciertas condiciones de combate, un piloto adiestrado podía sacar provecho evasivo de la maniobrabilidad del aparato si volaba a ras del suelo.
A pesar de estas desventajas, el Ki-51 operó ampliamente en bases de China, Birmania e Indonesia hasta finales de la guerra, sirviendo inclusive como kamikaze contra unidades navales enemigas.
Mitsubishi construyó 1472 aparatos en Nagoya, y el Arsenal Aéreo del Ejército de Tachikawa (Tachikawa Dai-Ichi Rikugun Kokusho) construyó otros 913 aparatos. Cuando cesó la producción en marzo de 1944. Incluidos los prototipos, se habían fabricado un total de 2385 Ki-51.

## Variantes
- Ki-51: 2372 construidos, hasta marzo de 1944
- Ki-51B. Versión de ataque a tierra con blindaje y soportes subalares para transportar 441 libras de bombas. Podría equiparse con una cámara aérea.
- Mansyu Ki-71: tres prototipos construidos por Mansyu con tren de aterrizaje retráctil, no entraron en producción.[4]
- Ki-51Aː Versión de reconocimiento

## Operadores
Imperio del Japónː

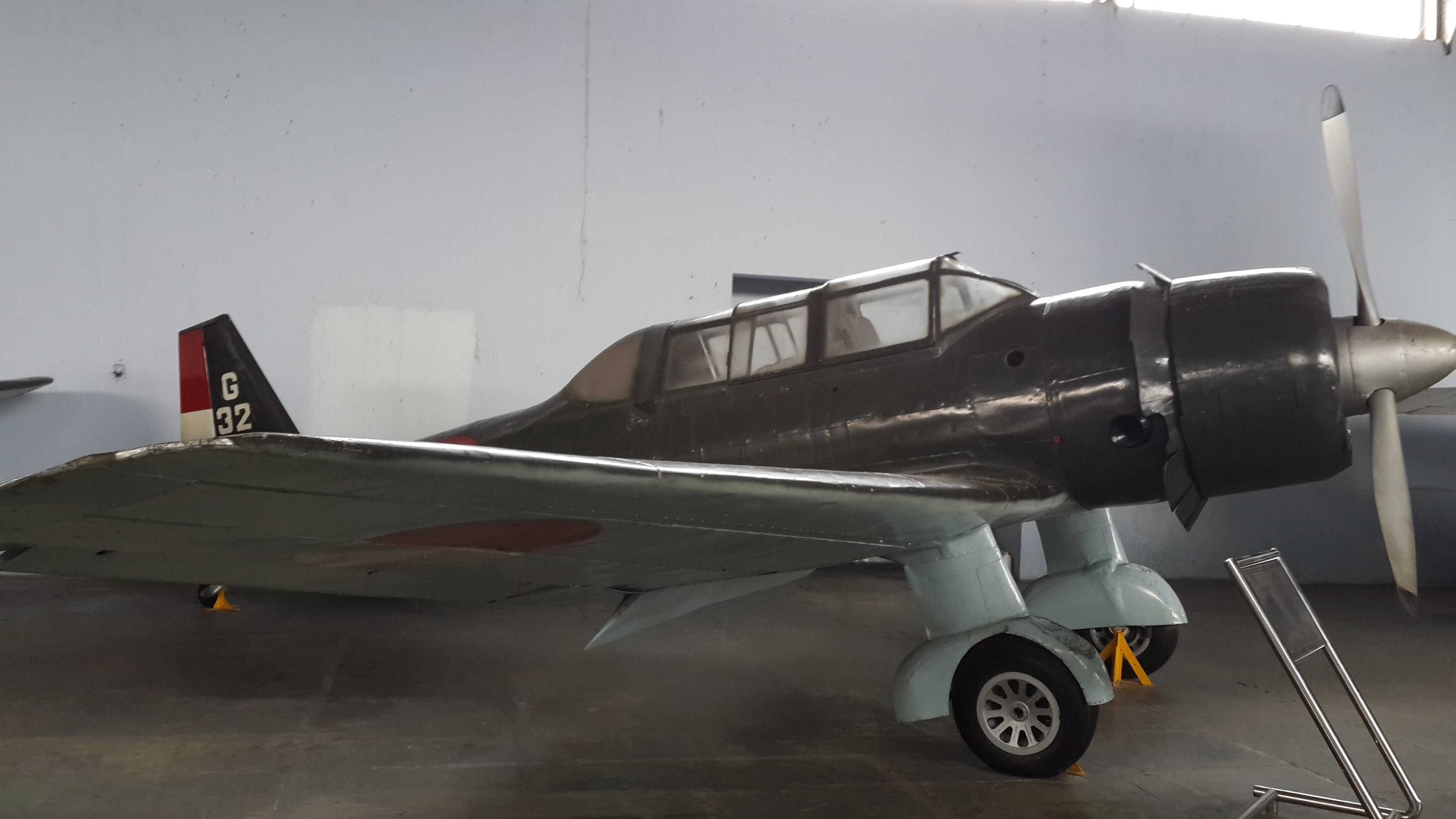
El Mitsubishi Ki-51 del Museo de la Fuerza Aérea de Indonesia, Yogyakarta.

- Servicio Aéreo del Ejército Imperial Japonés

Operadores en la posguerra
 China
- República Popular China Los últimos cuatro aparatos de alrededor de 100 Ki-51 capturados fueron retirados en 1953.

 Indonesia
- Fuerza Aérea del Ejército Nacional de Indonesia A finales de 1945, el Ejército de Seguridad Popular de Indonesia (TKR) capturó algunos aviones en bases japonesas, incluida la Base Aérea Bugis en Malang La mayoría de los aviones fueron destruidos durante la Revolución Nacional de Indonesia de 1945-1949. Dos Yokosuka K5Y "Cureng" y un Ki-51 "Guntei" llevaron a cabo una operación de bombardeo contra los holandeses el 29 de julio de 1947.

 República de China
- República de China

 Corea del Norte
- República Popular de Corea Tras la independencia operaron varios aparatos proporcionados por la Unión Soviética.

## Especificaciones
Datos extraídos deː Japanese Aircraft of the Pacific War.

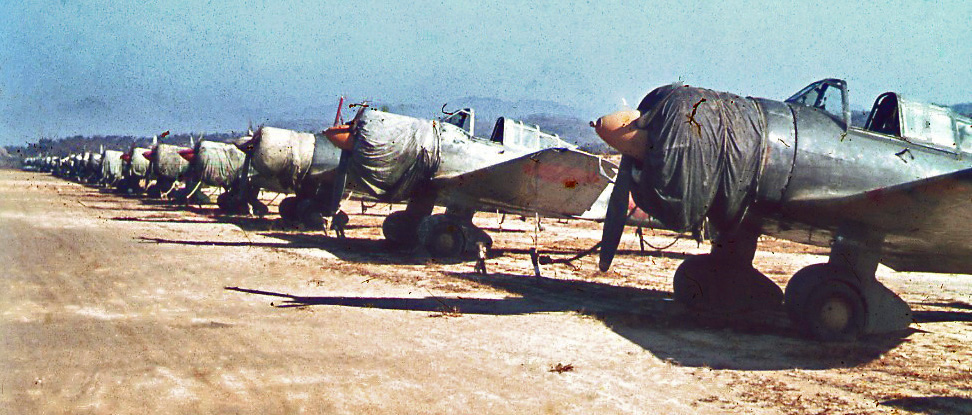
Después del final de la Segunda Guerra Mundial, varios aviones de ataque y de reconocimiento Mitsubishi Ki-51 Tipo 99 se acumularon en el Nuevo Aeródromo de Keijo (Gimpo) en Seúl.

### Características
- Tripulación: 2
- Longitud: 9,21 m
- Envergadura: 12,1 m
- Altura: 2,73 m
- Superficie alar: 24 m2
- Peso vacío: 1873 kg
- Peso bruto: 2798 kg
- Peso máximo al despegue: 2920 kg
- Planta motriz: un motor Mitsubishi Ha-26 Tipo II, radial de 14 cilindros refrigerado por aire, de 710 kW (950 hp) de potencia.
- Hélices: una hélice de paso variable de 3 palas

### Prestaciones
- Velocidad máxima: 424 km/h a 3000 m
- Alcance: 1060 km
- Techo de vuelo: 8270 m
- Régimen de ascenso: 5000 m en 9 minutos 55 segundos
- Carga alar: 117 kg/m2
- Potencia / masa: 0,24 kW/kg

### Armamento
- 2 ametralladoras fijas Tipo 89 de 7,70 mm en las alas (reemplazadas por 2 ametralladoras Ho-103 de 12,7 mm en modelos posteriores)
- 1 ametralladora Te-4 de 7,70 mm en la parte posterior de la cabina
- Bombas: Una carga máxima de bombas de hasta 200 kg (operaciones normales); 2 bombas de 250 kg cuando fue usado como kamikaze.[5]

### Aeronaves similares
- Mitsubishi Ki-30
- Kawasaki Ki-32
- Junkers Ju 87
- Ilyushin Il-2
- Aichi D3A
- Sukhoi Su-2
- Douglas SBD Dauntless

### Listas relacionadas
- Anexo:Aeronaves militares utilizadas en la Segunda Guerra Mundial
- Anexo:Aviones del Ejército Imperial Japonés